# Мугеба
Мугеба (итал. Monghebbo) је насеље у Републици Хрватској у саставу Града Пореча у Истарској жупанији.

## Демографија
Према последњем попису становништва из 2001. године у насељу Мугеба живело је 175 становника који су живели у 49 породичних и 11 самачких домаћинстава.
Кретање броја становника по пописима 1857—2001.
| година пописа  | 1857. | 1869. | 1880. | 1890. | 1900. | 1910. | 1921. | 1931. | 1948. | 1953. | 1961. | 1971. | 1981. | 1991. | 2001. |
| бр. становника | 122   | 134   | 153   | 166   | 195   | 229   | 300   | 236   | 172   | 111   | 114   | 89    | 120   | 145   | 175   |

Напомена: У 1921. и 1931. садржи део података за насеље Пореч.